# Malleco versicolor
Malleco versicolor là một loài bướm đêm trong họ Geometridae.